# Mohammed Khaïr-Eddine
Mohammed Khair-Eddine (arabă:محمد خيرالدين) (n. 1941 - ...) este un scriitor marocan.